# Bankhaus Bondi & Maron
Das Bankhaus Bondi & Maron war eine Privatbank mit Sitz in Dresden.
Gegründet wurde sie 1755 von dem aus Prag stammenden und in Dresden zum Hoffaktor ernannten Simon Isaac Bondi (1711–1773). Zu Beginn lag der Schwerpunkt der Bank auf dem Wechselgeschäft sowie auf Transaktionen für das Haus Wettin. Ab den 1830er Jahren verlagerte es sich hin zur Finanzierung des Wollhandels und der Textilindustrie.
1870 heiratete Joseph Bondis (1818–1897) Schwester Cecilie, eine Enkelin des Gründers, den Hanauer Bankier Ignatz Maron (1842–1922), der daraufhin als Teilhaber in das Bankhaus eintrat und ihm zu dem bis zuletzt geführten Doppelnamen verhalf. Eine Blüte erlebte die Bank in der Gründerzeit, als das mittlerweile von Joseph Bondi und Maron geführte Haus unter anderem die Aktienmehrheit der renommierten Waldschlößchen-Brauerei erwarb.
1937 wurde die Bank im Rahmen der „Arisierung“ von der Deutschen Bank übernommen.